# Mladá Vožice
Mladá Vožice (deutsch Jung Woschitz) ist eine Stadt im Okres Tábor in Tschechien. Sie liegt 17 Kilometer nordöstlich von Tábor an der Blanice.

## Geschichte

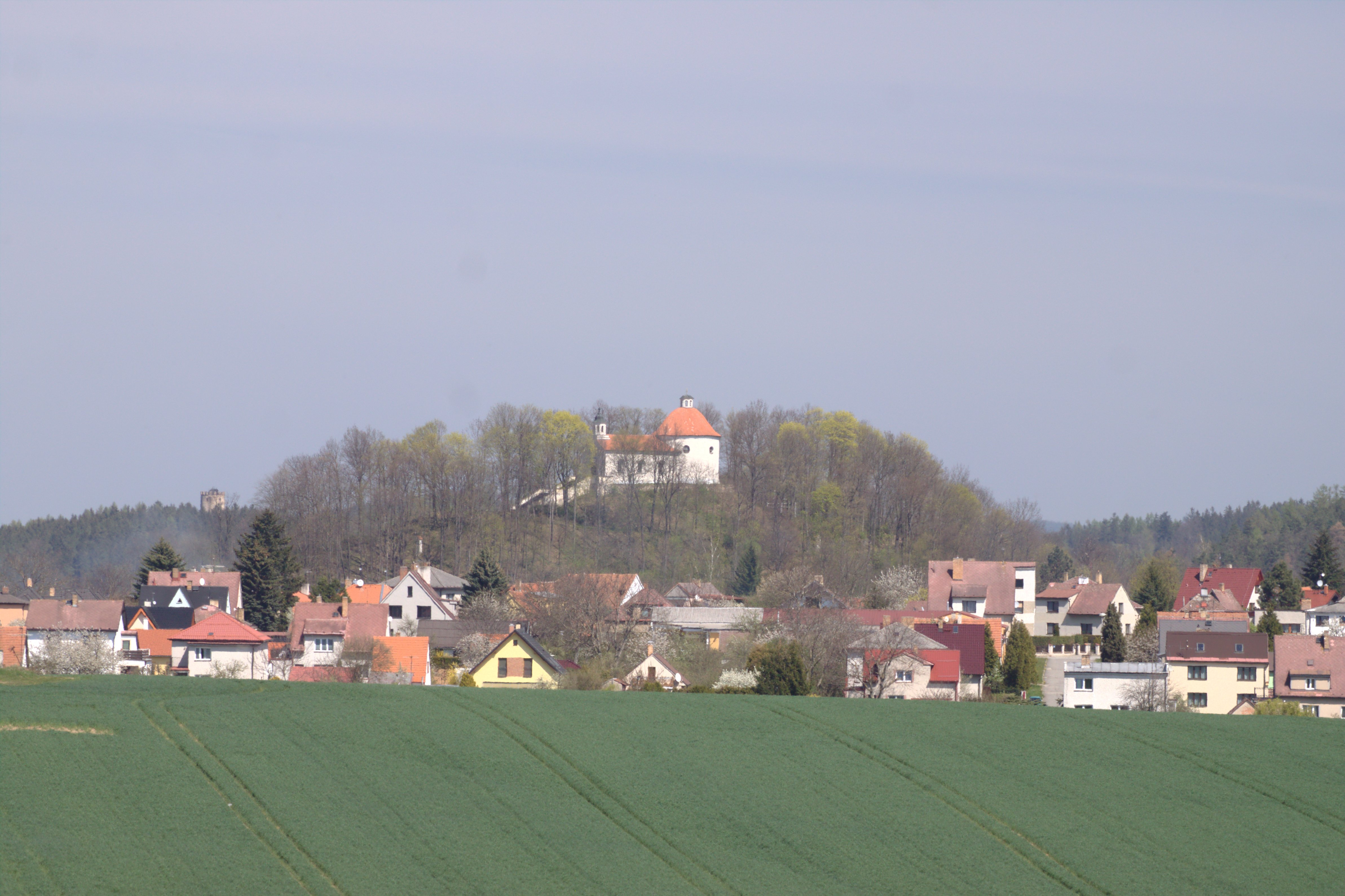
Ortsansicht

Wahrscheinlich bestand die Siedlung unterhalb der Burg bereits zur Herrschaft des Fürsten Spytihněv II., der auch die Burg erbauen ließ, in der er Silber, das aus den nahen Bergwerken stammte, lagerte. 1273 wird erstmals auch ein gewisser Ztanimirum de Bazychce erwähnt, dessen Verbindung zu Woschitz nicht ganz geklärt ist, man aber vermutet, dass er der erste Besitzer war. Höchstwahrscheinlich war Worschitz jedoch Königsbesitz, das als Lehen an verschiedene Herren vergeben wurde. Ein solcher Lehnsherr war Wilhelm von Woschitz, der 1318 schriftlich erwähnt wurde. Erwähnt wurde auch der Kaiser Karl IV., nicht nur als Eigentümer, sondern auch als Besucher am 8. September 1352.
Zu dieser Zeit soll Woschitz auch sie zwei Kirchen haben. Der Ort ging durch mehrere Hände von Adelsfamilien, zu denen auch die Herren von Pacov gehörten, von denen Vozice auch den Wappen erhielt, zwei Türme auf einer Burgmauer, verflochten mit zwei Wappen der Obrigkeit. Ähnliches Aussehen hatte auch das Siegel der Stadt, auf der sich der Turm auf einem felsigen Untergrund steht, jedoch ohne Wimpel und Burgkroneverzahnung.
Von 1318 bis 1425 gehörten die Ländereien den Herren von Landstein, von Janowitz, von Orlik, von Prag und Ronow.
Nach der Schlacht bei Sudoměř besetzten etwa 2000 Soldaten unter Führung des Münzmeisters von Kuttenberg von Mikiš Divůčka z Jemniště den Ort. Vom 5.  auf den 6. April 1420 überfiel Jan Žižka mit seinen Hussitenheer den Ort und brannte ihn nieder. Von den Kaiserlichen konnten sich nur diejenigen retten, denen die Flucht auf die Burg gelang. Die Burg selbst wurde seit September 1425 von Jan Hvězda z Vícemilic auch Bzdinka genannt, fünf Wochen lang belagert, erobert und niedergerissen. Der Führer der Hussiten fand bei dieser Eroberung seinen Tod, erlebte jedoch noch die Eroberung und die anschließenden Friedensverhandlungen (Frieden von Woschitz) am 18. Oktober 1425 zwischen den Taboriten und den Waisen. Woschitz wurde nach den Verhandlungen an Wlaschim angeschlossen.
Danach hielten die Herren von Klingenstein, von Tschestitz, von Kralowitz, Trčka von Leipa, und Voračičtí z Paběnic. 1579 erhielt der Ort vom Michal Špaňovský z Lisova die Erlaubnis der freien Wohnortwahl, Recht des Weinausschanks, des Eisenhandels und weitere Privilegien. Sein Sohn Joachim verkaufte Woschnitz an Bernard Fünfkirchner, der nach der Schlacht am Weißen Berg seine Höfe verlor. Eine gewisse Zeit lang herrschte hier General Baltasar von Marradas, dessen Ziel die Zwangskatholisierung war. Unter seinen Nachfolgern, den Herren Přehořovský z Kvasejovic wurde am Platz der ehemaligen Burg eine Kapelle erstellt, 1650 drei Märkte eingeführt und die Handwerksordnung erneuert. 1678 kam die Herrschaft in die Hände der Herren von Künburg, die Woschitz einige weitere Höfe in der Gegend anschlossen und die Ländereien als Fideikommiss nicht teilbar und nur an den ältesten Sohn vererbbar bestimmten.
Lange vor 1848 sprach man in den vermögenden Familien des Ortes meist nur Deutsch. Tschechisch sprach nur die arme Land- und Stadtbevölkerung. Böhmische Literatur war auch wegen der mangelnden Ausbildung der Bevölkerung kaum vorhanden. Erst zur Zeit der nationalen Wiedergeburt nach 1848, kamen auch 1860 tschechische Lehrer und Beamte nach Worschitz. Sie setzten sich für die Erweiterung der Schule ein, der Errichtung einer Bezirksverwaltung sowie eines Finanzamtes und einer Rentenanstalt. Einheimische Jugendliche, die in anderen Städten studierten, brachten neue Gedanken in die Stadt. 1862 wurde der Gesangsverein Vlastislav unter Leitung des Lehrers Čeňek Sedmík errichtet. Zu diesem Zeitpunkt existierte auch ein Lesezirkel, der sich jedoch später auflöste.
1875 kam der Verein der Feuerwehrleute hinzu, ein Jahr später „Klub der Akademiker von Woschitz und Umgebung“, der sich zur Aufgabe machte, geistige Bildung zu verbreiten. Sie errichteten eine Stadtbücherei, Literaturzirkel und führten Theaterstücke auf. 1884 erschien erstmals die Zeitschrift „Vožičan“, die Jugendlichen publizierten handschriftlich „Potěr“. 1885 war das Gründungsdatum der Turnvereinigung Sokol und des Vereins zum Bau des Vereinshauses.
Einen großen Anteil an der wirtschaftlichen Entwicklung des Ortes hatte auch der Wirtschaftsverwalter Josef Joachimsthal, der sich auch gegen Widerstände seiner Herren, schließlich jedoch vergeblich für den Bau und Anschluss des Ortes an die Eisenbahn einsetzte. Anstatt der Eisenbahn wurde 1921 eine Busstation erbaut.
Anfang des 20. Jahrhunderts gründete man den Gewerbeverein „Berla“ und einen örtlichen Verein zur Verschönerung der Stadt, der sich um den Erhalt des Parks und der Wanderwege kümmert.

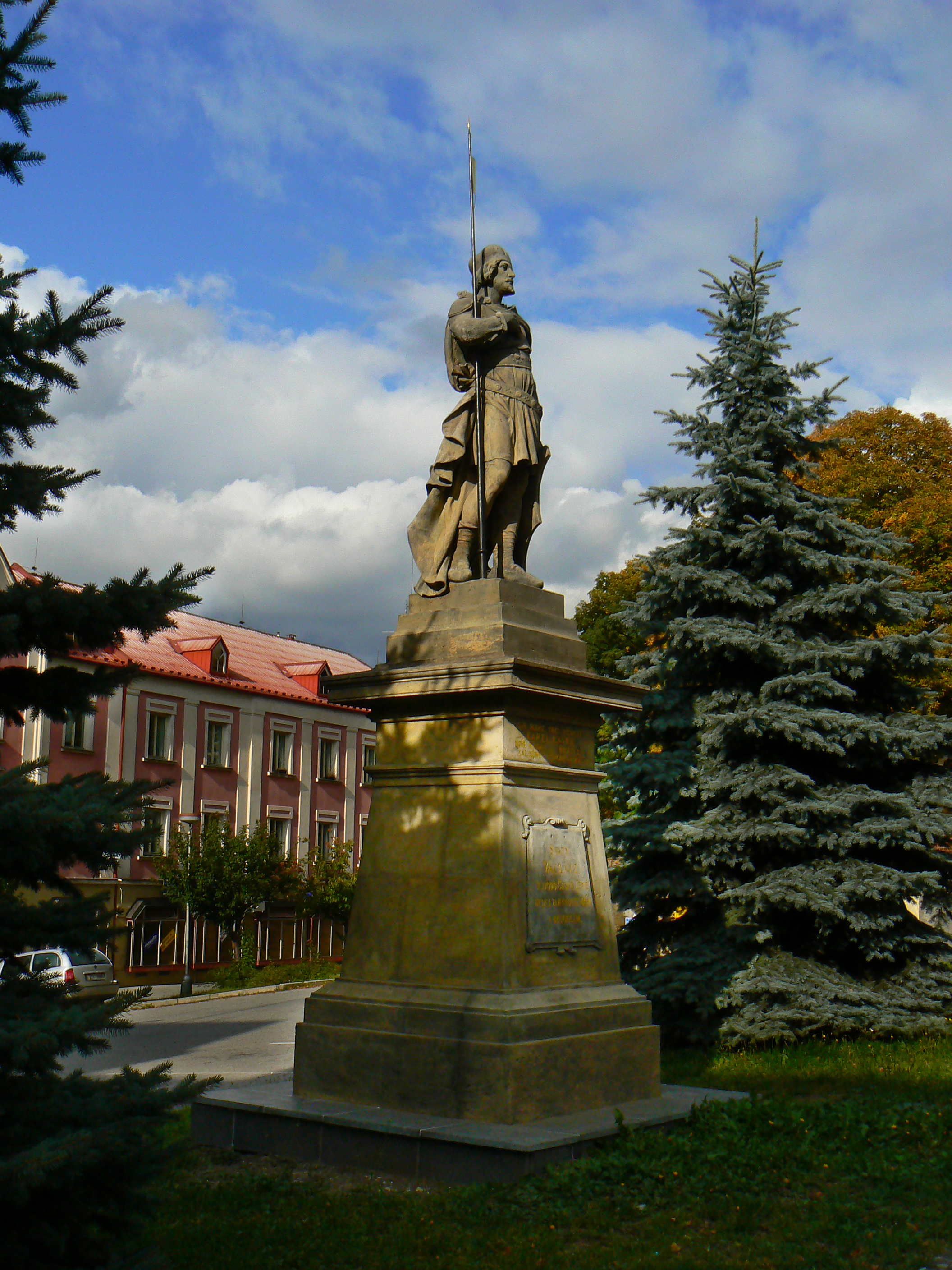
Statue des Hl. Wenzel in Mladá Vožice

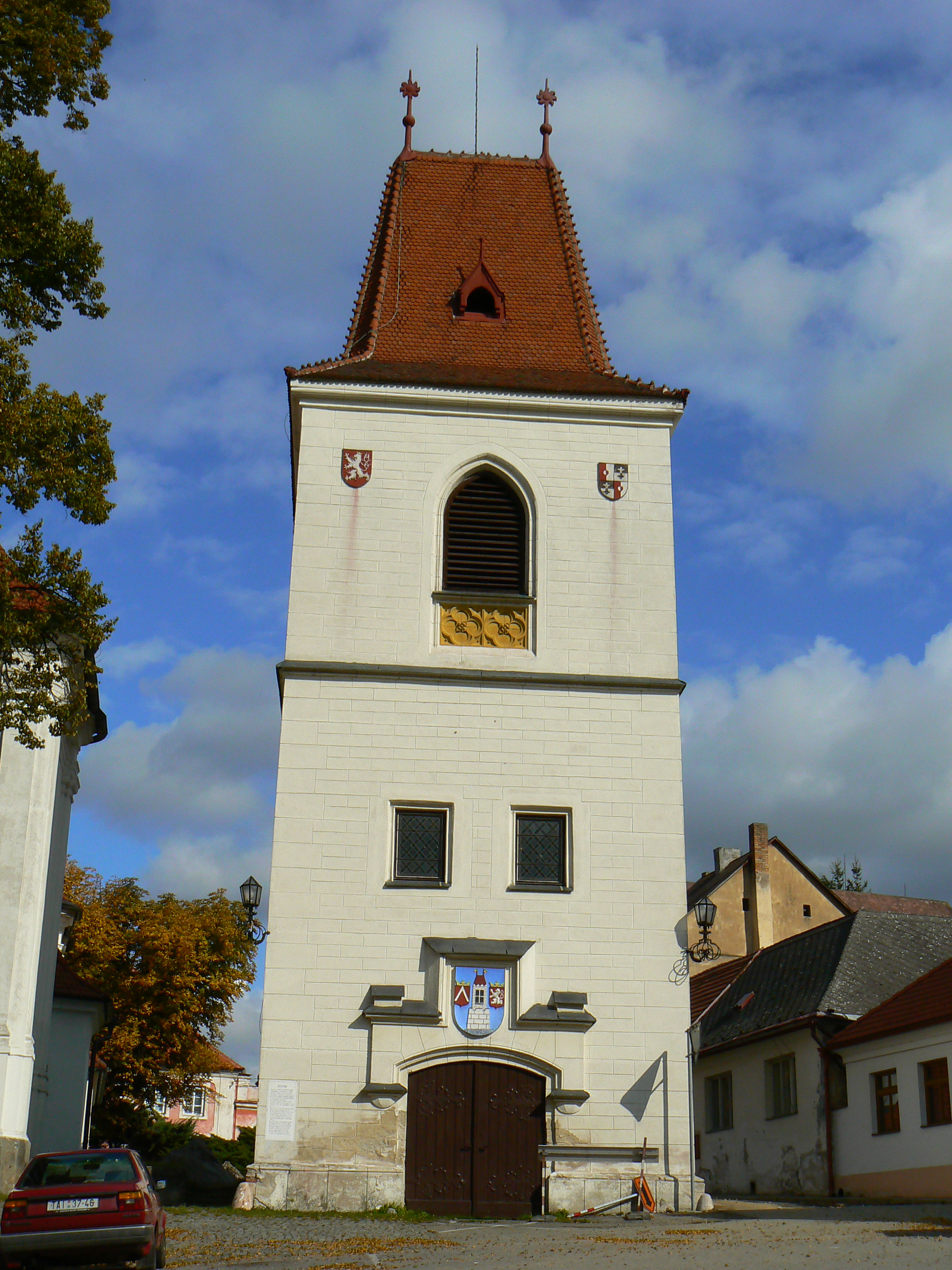
Glockenturm auf dem Hauptplatz

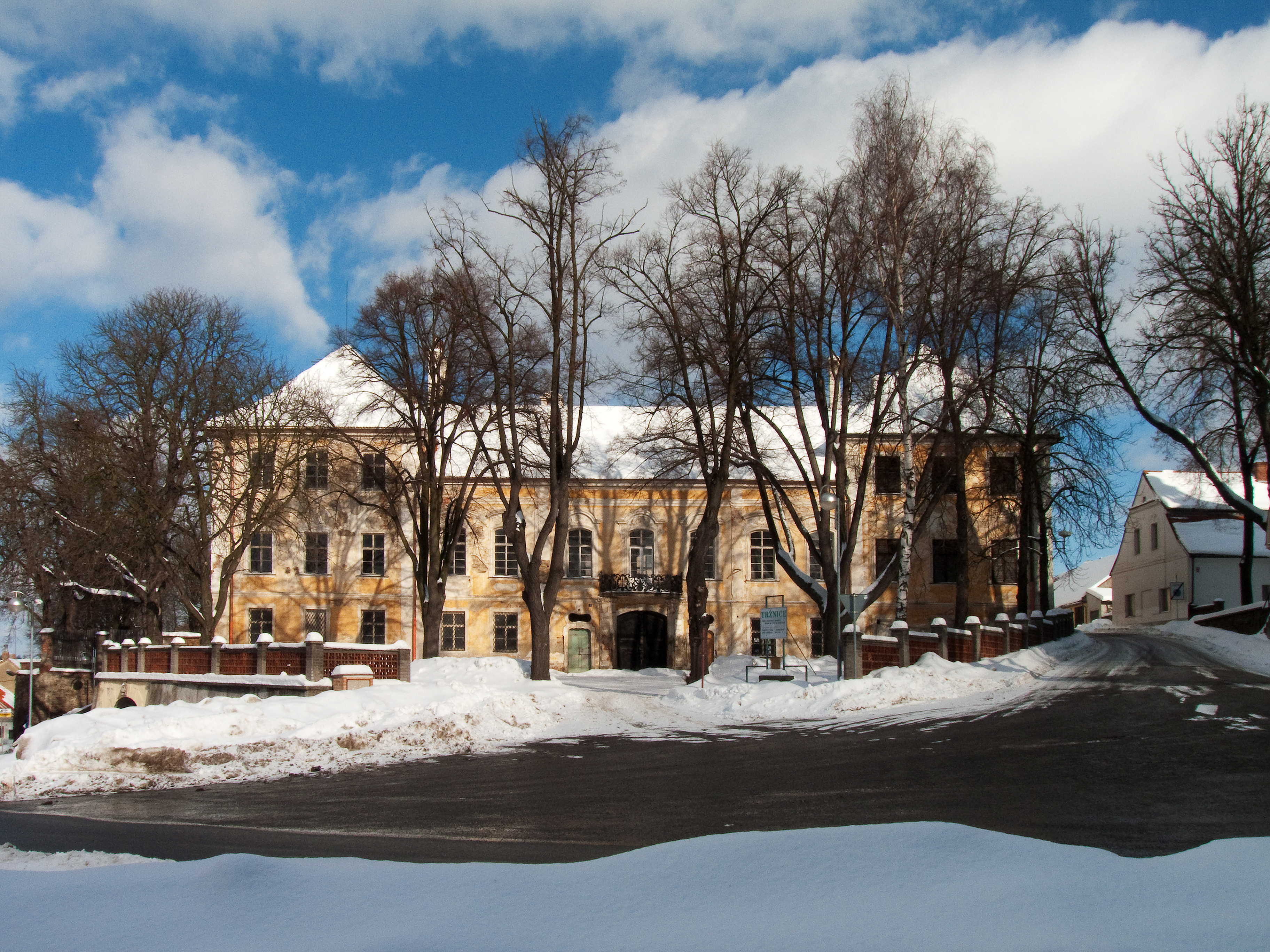
Schloß in Mladá Vožice

In Mladá Vožice residierte ein Bezirksgericht, Niederlassung der Bezirksverwaltung, Forstverwaltung, Finanzamt, Rentenanstalt, Gendarmerie, Postamt, Siechenhaus, Armenhaus, Waisenhaus und Bezirksjugendpflege. In der Stadt wurden Jahrmärkte veranstaltet, weiterhin monatliche Märkte, Viehmärkte und jeden Donnerstag Ferkelmarkt.
Die Einwohner waren meist im gräflichen Hof beschäftigt, zu dem auch eine Säge, Ziegelwerk, Brauerei, Teichwirtschaft, Brennereien und Steinbruch gehörten. Nach 1918 wurden zwei Autowerkstätten eröffnet, eine Strickerei, Wäscherei und Bügelei gegründet, ein Dampfelektrizitätswerk in Betrieb genommen, das später Jihočeské elektrárny aufkauften. Bis 1945 waren im Ort 74 Handwerker tätig, 37 Händler boten ihre Ware an, daneben gab es eine kleine Möbelfabrik und 2 Bauunternehmen. Viele Menschen waren auch als Drechsler zu Hause beschäftigt und sammelten Waldfrüchte. Zu Beginn des 20. Jahrhunderts arbeiteten viele auch im Goldbergwerk und als Saisonarbeiter im gesamten Kaiserreich.
Die landwirtschaftlich geprägte Gegend erlebte nach 1945 einen wirtschaftlichen Umbruch und zunehmende Industrialisierung. Bis 1947 war in der Stadt noch das Bezirksgericht ansässig. Seit 1949 gehörte es zum Bezirk Prag und nach der Reorganisation 1960 zum Bezirk Tábor. 1975 bis 1980 wurden der Stadt weitere kleine Gemeinden angegliedert.

## Persönlichkeiten
- Matěj z Janova – Schriftsteller
- Jan Jeník z Bratřic
- Fran Lhotka, kroatischer Komponist
- Joseph Löhner (1767–1837), böhmischer Jurist und Landwirt
- August Sedláček

## Ortsteile
Die Stadt Mladá Vožice besteht aus den Ortsteilen Bendovo Záhoří (Benda Sahorsch), Blanice (Blanitz), Dolní Kouty (Unter Kaut), Horní Kouty (Ober Kaut), Chocov (Kotschow), Janov (Janow), Krchova Lomná (Lomna), Mladá Vožice (Jung Woschitz), Noskov (Noskow), Pavlov (Pawlow), Radvanov (Radwanow), Staniměřice (Stanimierschitz), Stará Vožice (Alt Woschitz) und Ústějov (Austejow).